# Guerra Luso-Leonesa (1219-1223)
A Guerra Luso-Leonesa de 1219 a 1223 foi um conflito armado travado no norte de Portugal e Galiza, entre D. Afonso II e Afonso IX de Leão.

## História
Desde 1218 que o rei D. Afonso II encontrava-se em conflito com o clero português, devido a medidas que visavam reforçar ou recuperar poderes e direitos régios à custa da Igreja, nomeadamente com o bispos de Lisboa, Coimbra e o arcebispo de Braga Estevão Soares da Silva, este último próximo do bastardo real D. Martim Sanches de Portugal, irmão de D. Afonso II e lugar-tenente do rei Afonso IX de Leão em Límia, Toronho e Baroncelli. Em 1219, o rei Afonso IX de Leão reafirmava ao arcebispo de Braga , grande opositor do rei D. Afonso II, a posse da vila e couto de Ervededo, que fazia parte da região de Límia, na Galiza. É possível que o rei D. Afonso II tenha visto isto como ponta visível de uma aliança subterrânea e, pouco depois da outorga, quando o tenente D. Martim Sanches se encontrava fora da região com as suas tropas, alguns guerreiros do concelho de Guimarães, onde o rei se encontrava em Setembro, destruíram e incendiaram diversos bens e terras em Ervededo, pertencentes ao bispo e não só. O arcebispo Estevão Soares fugiu para Leão. 
Após a incursão dos portugueses em terras Galegas, o tenente Martim Sanches requereu a Afonso II uma reparação e restituição dos bens pilhados mas, nenhuma resposta tendo obtido, reuniu os seus homens e em 1220 invadiu o norte de Portugal. D. Afonso II tinha-se, entretanto, deslocado para Coimbra mas regressou a Guimarães quando soube que Martim Sanches entrara em Portugal e dirigia-se para Ponte de Lima. O rei português reuniu tropas de Guimarães e de Entre-Douro-e-Minho e Aquém-Douro e partiu para norte, para defrontar o irmão.
Perto de Ponte de Lima, porém, D. Afonso II, doente, iniciou a marcha de regresso a Gaia, retrocedeu primeiro para Santo Tirso e retirou a sua pessoa da campanha, deixando a liderança das hostes portuguesas a alguns homens importantes como Mem Gonçalves de Sousa; João Pires da Maia e Gil Vasques de Soverosa, casado com Maria Aires de Fornelos, mãe de Martim Sanches e portanto seu padrasto. Acabaram por acampar perto do mosteiro de Várzea de Cima de Cadavo, a uma légua de Barcelos.
Em Várzea, os portugueses foram desbaratados pelos galegos e leoneses após uma luta renhida mas breve e postos em fuga para Braga. Gil Vasques comandava a rectaguarda e foi alcançado por D. Martim Sanches em pessoa, que o capturou mas, depois de desarmá-lo, deixou-o partir em liberdade. Em Congostas de Braga novamente Martim Sanches derrotou os portugueses em batalha, obrigando-os a recolherem-se à cidade. Do alto das muralhas testemunharam os galegos e leoneses a pilharem os subúrbios. Por fim, os leoneses e galegos prosseguiram para Guimarães e, perto desta cidade, uma terceira vez derrotaram os portugueses, obrigando-os a encerrarem-se, novamente, dentro do castelo. Passado um dia no campo de batalha e considerada a contenda claramente ganha, D. Martim Sanches regressou à Galiza carregado de despojos, fama e prisioneiros, a quem concedeu liberdade.
Foram enviadas embaixadas à Corte de Leão e o rei D. Afonso IX condenou a incursão de D. Martim Sanches. As hostilidades entre Portugal e Leão, porém, não ficariam por ali. 
D. Afonso II, entretanto, encontrava-se desde Janeiro de 1221 em Santarém, cidade da qual não sairia até à sua morte, dois anos mais tarde. O rei provavelmente já se encontrava doente, distante do governo do reino e em Novembro deste ano escreveu o seu último testamento.
Em 1222, Afonso IX de Leão entrou também em Portugal e ocupou a cidade de Chaves. O rei D. Afonso II faleceu em 1223 e sucedeu-lhe no trono D. Sancho II, que negociou uma paz com Afonso IX. 